# Leptotyphlops pembae
Leptotyphlops pembae är en kräldjursart som beskrevs av  Arthur Loveridge 1941. Leptotyphlops pembae ingår i släktet Leptotyphlops och familjen Leptotyphlopidae. Inga underarter finns listade i Catalogue of Life.